# Flugsimulation

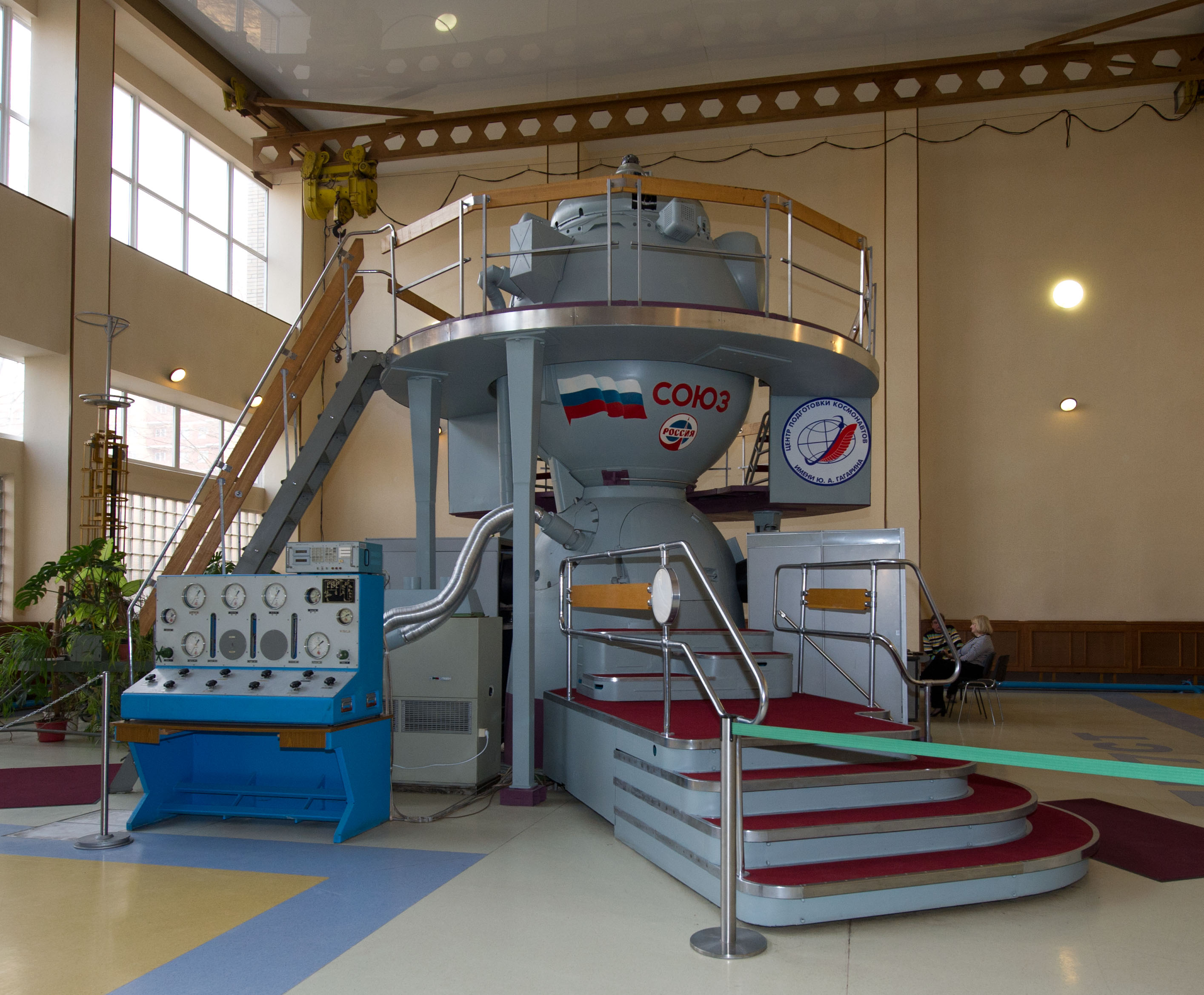
Sojus TMA-Simulator

Eine Flugsimulation stellt den Flug in einem Flugzeug oder Raumschiff wirklichkeitsgetreu nach. Flugsimulationen wurden ursprünglich zur Ausbildung der Besatzungen entwickelt, mit Einführung der Heimcomputer und Personal Computer wurden auch Programme erstellt, die primär Unterhaltungszwecken dienen und zu den Computerspielen zählen.

## Flugsimulationen, vorrangig für Ausbildungszwecke

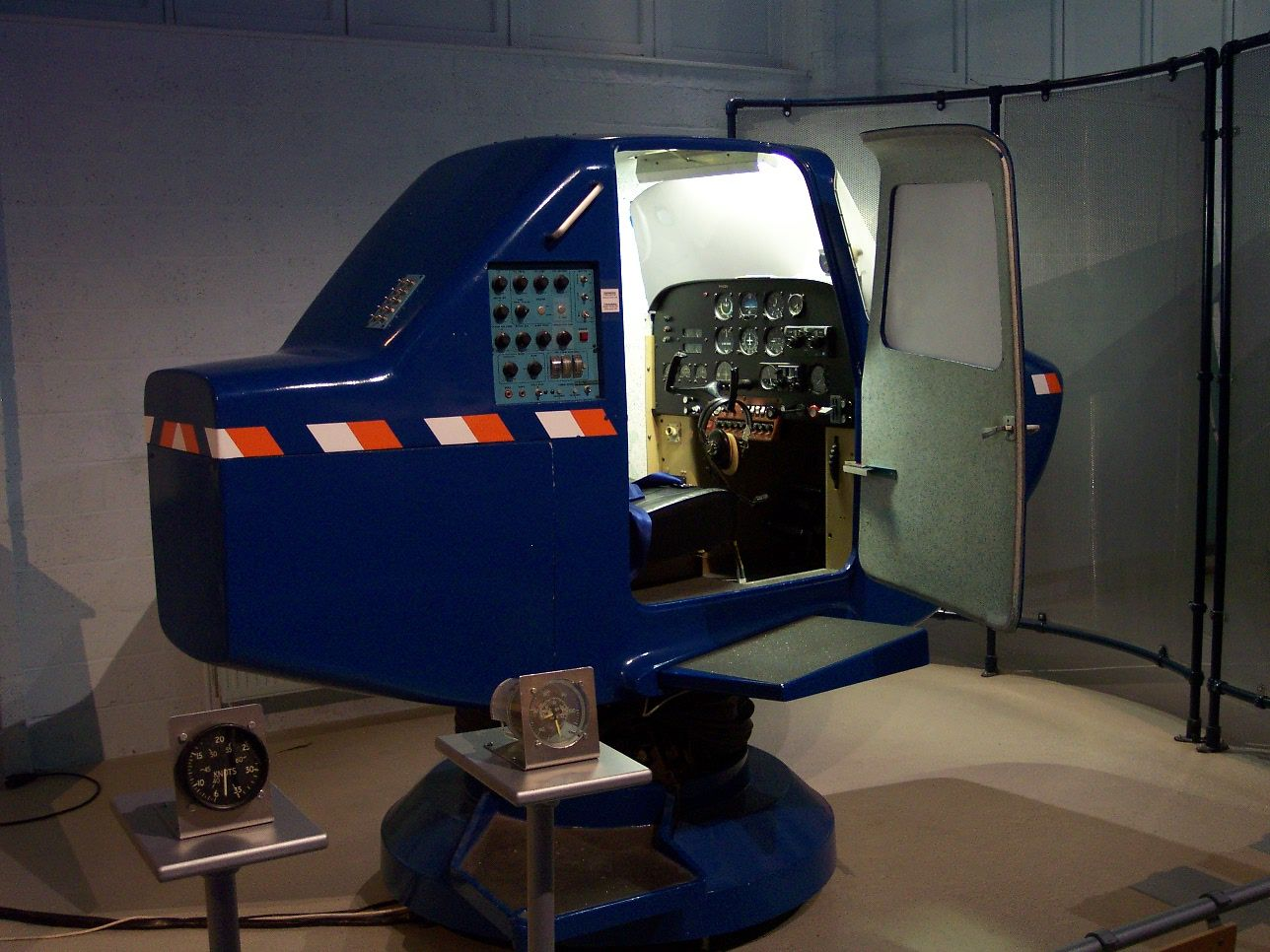
Link-Trainer

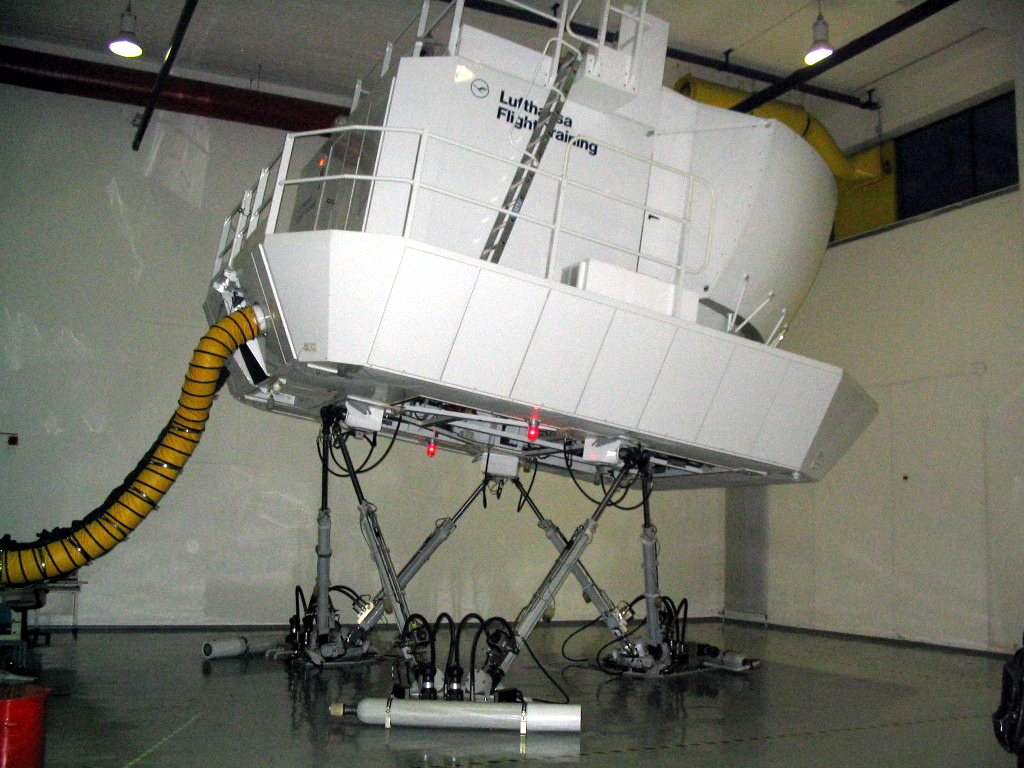
Flugsimulator mit hydraulischem Bewegungssystem (Hexapod)

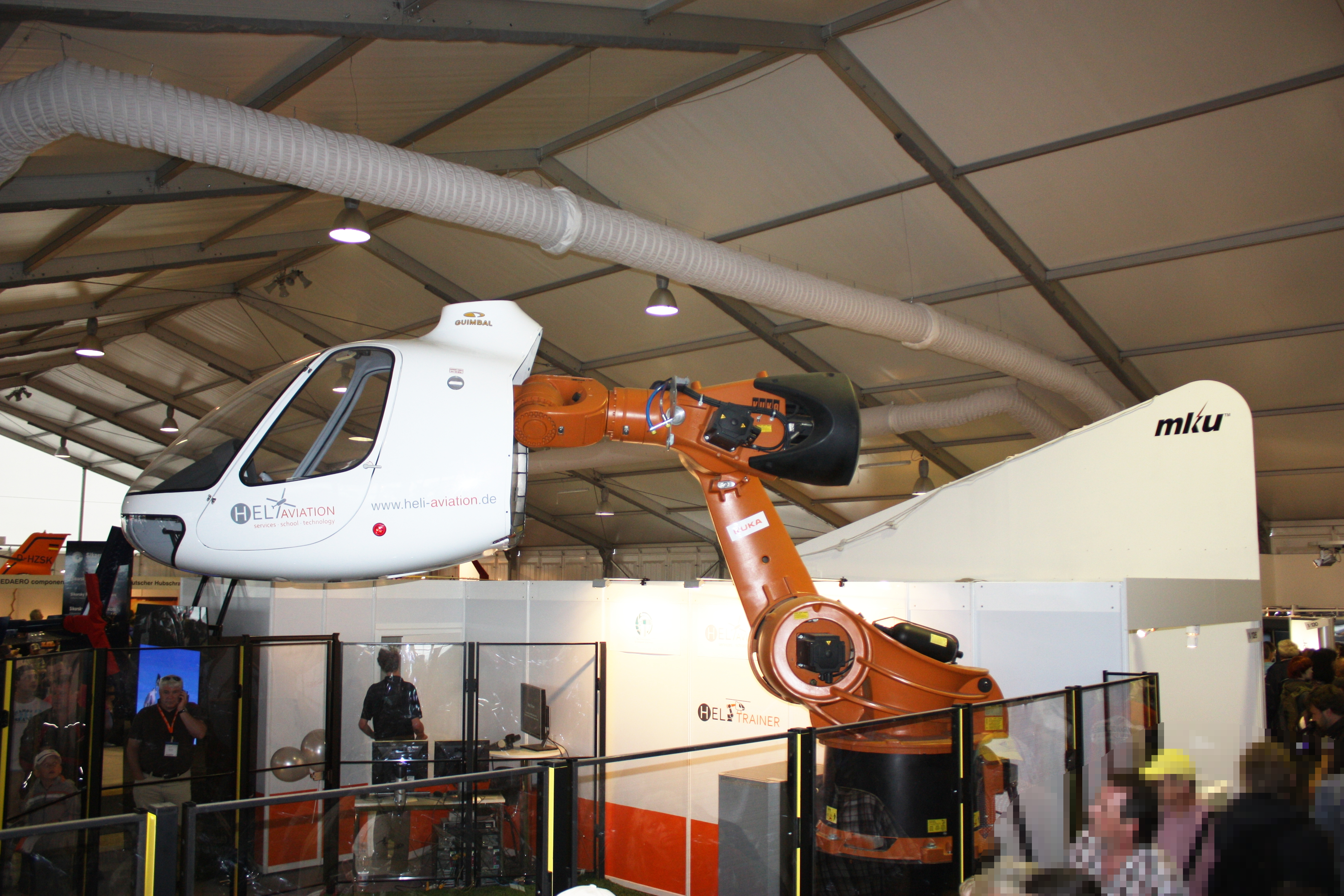
Hubschrauber-Flugsimulator zur Simulation des Schwebens und der Landung; an einem 6-achsigen Schwerlastroboter vom Typ KR500 der KUKA AG; mit solchen Robotern wird auch das Fahrgeschäft Robocoaster betrieben

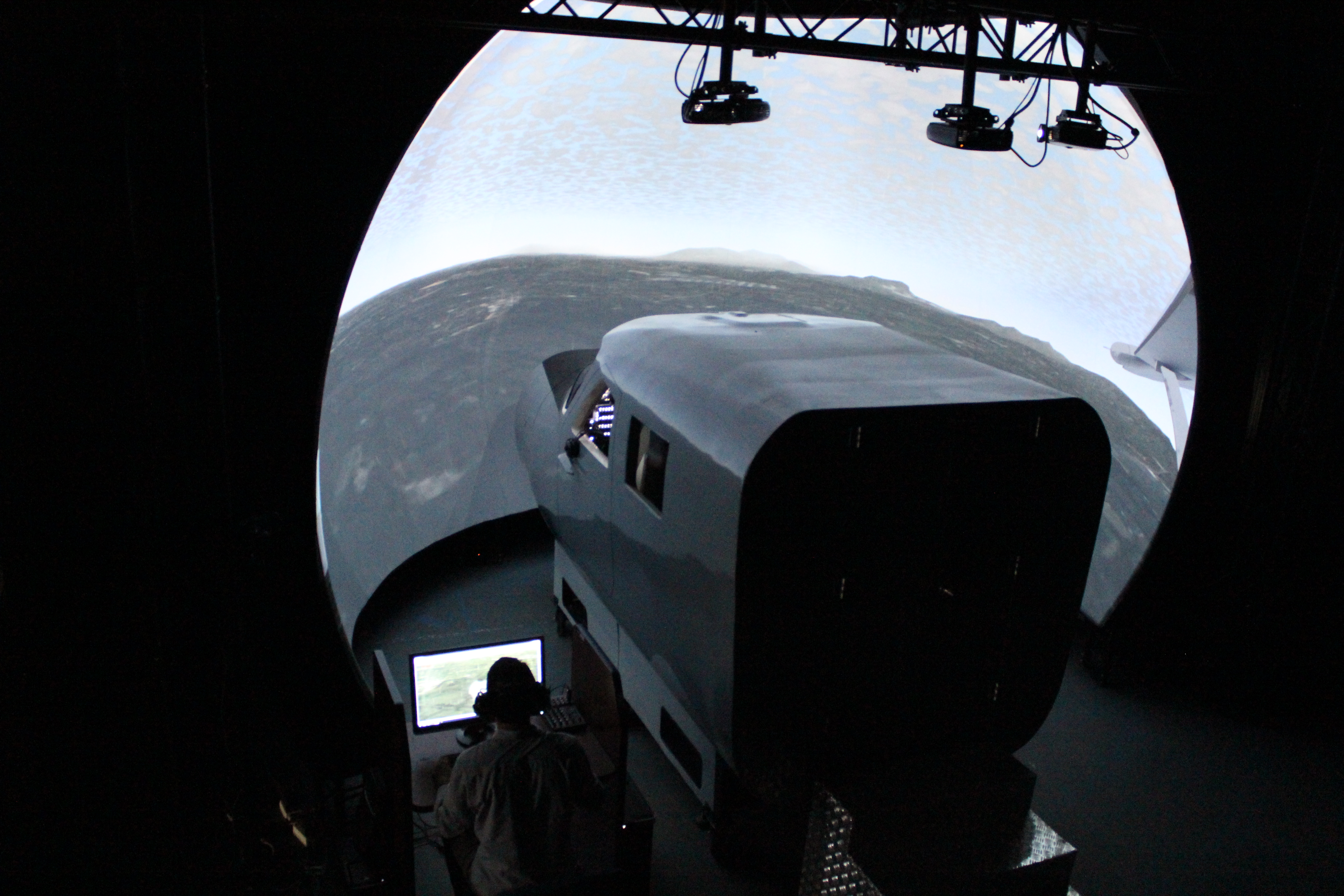
Umgebungsdarstellung mittels Videoprojektor

Die frühesten Flugsimulationen waren bewegliche Plattformen mit Pilotensitz, die bei Bewegung des Steuerknüppels ihre Lage in ähnlicher Weise wie ein echtes Flugzeug änderten. Eines der ersten dieser Geräte wurde in Deutschland um 1915/16 auf dem Flugplatz Döberitz gebaut. Um 1930 entwickelte der ehemalige Orgelbauer Edwin Albert Link einen vollbeweglichen Flugsimulator, den Link-Trainer, um die Kosten für die Ausbildung von Privatpiloten zu reduzieren. Nachdem er seinen Simulator um Blindflug-Instrumente ergänzt hatte, wurde dieser zunächst von der US-amerikanischen Luftwaffe, später von Luftwaffen und Fluglinien weltweit für die Instrumentenflug-Ausbildung eingesetzt.
Die Link-Trainer waren typspezifische Simulatoren, die sich jeweils an den Leistungsdaten bestimmter Flugzeugtypen wie z. B. dem Verkehrsflugzeug Douglas DC-2 oder dem Schulflugzeug North American AT-6 orientierten. Um ihn für die Ausbildung von Torpedobomber-Piloten einsetzen zu können, erweiterte die britische Luftwaffe einen Link-Trainer sogar zum Waffensystem-Simulator.
Der Link Himmelsnavigations-Trainer von 1941 war ein Simulator für die Ausbildung von kompletten Bomber-Besatzungen für Nachtflug-Einsätze. Nach dem Zweiten Weltkrieg wurden ähnliche Simulatoren für die Ausbildung der Besatzungen von Verkehrsflugzeugen eingesetzt. 1948 produzierte Curtiss-Wright den ersten solchen Simulator für die Boeing 377 Stratocruiser.
Später wurde die Simulator-Technologie weiterentwickelt, um auch eine wirklichkeitsgetreue Sichtflug-Simulation zu ermöglichen. Die Sicht aus dem Cockpit konnte dabei z. B. durch eine über einem Geländemodell entlangfahrende Fernsehkamera erzeugt werden. Eine ähnliche Technologie ermöglichte die Simulation von Landeanflügen, indem eine Kamera Bilder von einer auf einem Fließband gezeichneten Start- und Landebahn in die Pilotenkanzel übertrug. Auch andere Techniken wurden eingesetzt: z. B. wurde in einem Luftkampf-Simulator die Silhouette eines um alle Achsen beweglich aufgehängten Flugzeugmodells mit einem Projektor auf eine das Simulator-Cockpit umgebende Kuppel projiziert, um das feindliche Flugzeug darzustellen, das von einem anderen Piloten in einem zweiten gleichartigen Simulator gesteuert wurde.
Die USAAF verwendeten für die Ausbildung ihrer Bombenschützen am Norden-Bombenzielgerät ebenfalls speziell entwickelte Simulatoren.
Mit dem Rendezvous Docking Simulator des Langley Research Centers wurden für das Gemini- und Apollo-Programm Andockmanöver simuliert.
Mit der Entwicklung leistungsfähiger Computersysteme wurde schließlich auch die Bilderzeugung vom Computer übernommen (siehe CGIVS). Während im Zivilbereich von Hydraulikstempeln bewegte, vollbewegliche Simulatoren (Hexapode) üblich sind, benutzt das Militär bei Strahlflugzeugen teilweise feststehende Cockpits, simuliert die auf den Piloten einwirkenden Fliehkräfte aber durch Aufblasen seines Druckanzuges und der Sitzkissen.
Für die Ausbildung eingesetzte professionelle Simulationen sind oft für einen bestimmten Ausbildungszweck gebaut und zeichnen sich durch hohe Detailgenauigkeit für diesen Zweck aus. Dafür vernachlässigen diese Procedure Trainer bewusst Aspekte des Fluges, die nicht dem erklärten Ausbildungszweck entsprechen.

### Sicherheitstraining für Seitenwindlandungen
Im Juli 2008 wurde am Verkehrslandeplatz EDHF „Hungriger Wolf“ in Itzehoe der europaweit erste Simulator für Seitenwindlandungen mit einmotorigen Flugzeugen installiert. Der Augenblick vor dem Aufsetzen auf der Landebahn wird dabei zeitlich bis ins Unendliche gestreckt. So ist es möglich, bei variabel einstellbaren Parametern unterschiedliche Aspekte der Seitenwindlandung bewusst und wiederholt zu üben.

### Für Ausbildungszwecke adaptierte Unterhaltungsprogramme
Als preisgünstige Trainingsverfahren für Privatflieger werden heute auch behördlich zertifizierte Simulatoren verwendet, die auf ursprünglich für Unterhaltungszwecke entwickelten Simulatoren basieren.
Die Verwendung solcher Simulatoren zu Übungszwecken in IFR-Lehrgängen und für Musterlizenzen erfolgt derzeit noch ohne Zulassung seitens des Luftfahrt-Bundesamtes.

## Flugsimulationen, vorrangig für Unterhaltungszwecke

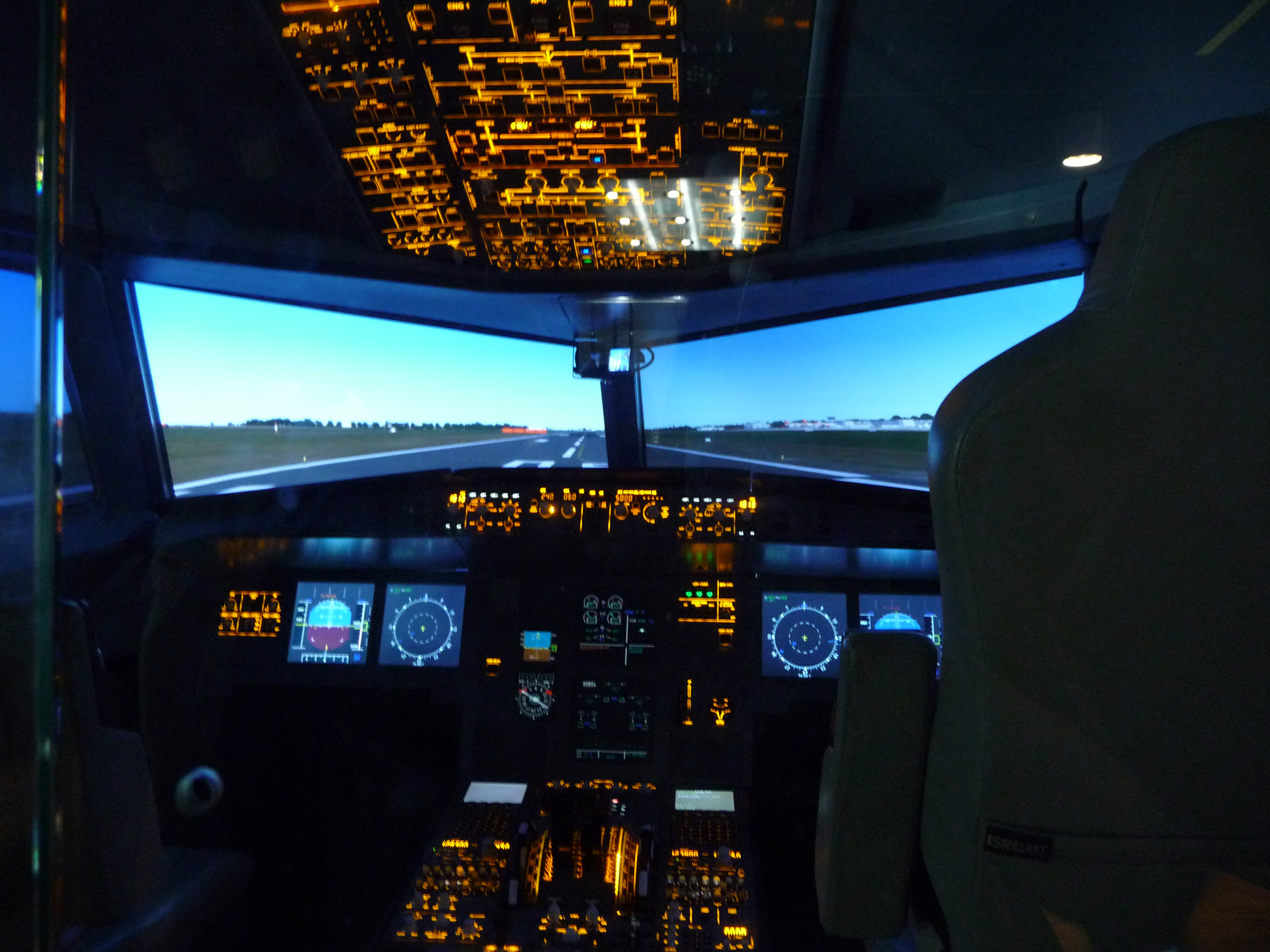
Flugsimulator in der DASA in Dortmund

### Freizeit-Nutzung von vollwertigen Flugsimulatoren
Einige Betreiber von Flugsimulatoren zu Ausbildungszwecken bieten in Leerlaufzeiten, teilweise über Vermittlungsagenturen, auch Privatpersonen die Nutzung der Simulatoren zu Erlebniszwecken (Spaßflügen) an, zum Beispiel in Deutschland und Österreich die Lufthansa Aviation Training über ihren Exklusivpartner ProFlight oder in der Schweiz früher die Swiss in ihrer Pilotenausbildungseinrichtung. Meist handelt es sich um 1- bis 3-stündige Programme mit einer theoretischen Einführung, einer einstündigen Flugzeit im Simulator in einer Gruppe von 1 bis 3 Personen sowie eine Nachbesprechung und ggf. Videoauswertung. Aufgrund der hohen Betriebskosten eines sogenannten Full Flight Simulators rangieren hierfür die Preise, je nach Leistung, zwischen 200,- und ca. 2.000,- €.

### Nutzung von fixed-base Flugsimulatoren
Neuerdings werden sogenannte Fixed-base-Simulatoren, die unbeweglich am Boden stehen, immer populärer. Es gibt in Deutschland bereits zahlreiche dieser Simulatoren, vorwiegend werden hier Flugzeuge vom Typ Boeing 737 oder Airbus A320 nachgebildet. Oft befinden diese Simulatoren sich im Umfeld von Flughäfen sowie in touristisch gut erschlossenen Innenstadtbereichen. 
Die Ausstattung dieser Simulatoren variiert dabei stark. Einfachere Modelle dieser „festen“ Simulatoren verfügen nur über eine Frontsicht und kommen technisch nicht an die professionellen Geräte, die zu Ausbildungszwecken genutzt werden, heran.
Neuere Flugsimulatoren sind allerdings von der Technik und Umsetzung her viel detaillierter. Viele bilden Instrumente originalgetreu nach und sehen einem echten Cockpit sehr ähnlich. Zudem wird bei einigen mittels einer Anordnung aus mehreren Videoprojektoren eine 180°-„Rundumsicht“ ermöglicht, die in Verbindung mit einem aufwändigen System zur Simulation der Fluggeräusche eine realistische Cockpitatmosphäre schafft. In einigen Fällen wurden auch die Cockpits von Verkehrsflugzeugen, die außer Dienst gestellt wurden, abgetrennt und in Flugsimulatoren umgebaut. Teilweise lagern diese Cockpits auf teilbeweglichen oder vibrierenden Plattformen und bieten so ein begrenztes haptisches Feedback.
Zusätzlich gibt es vereinzelt weitere umgesetzte Flugzeugtypen.
Seltener sind Simulationen von Rotorfluggeräten, also Hubschrauber, Gyrokopter u. Ä. Vor allem Erlebnisportale haben diese im Programm. Diese Simulatoren imitieren wie beim Flugzeugsimulator eine „Rundumsicht“ mit einem oder manchmal mehreren Monitoren. Im Verkehrsmuseum Dresden stand bis Ende 2016 ein Hubschrauber-Flugsimulator, der an einen Hubschrauber vom Typ EC 135 angelehnt ist. Für die Projektion wird eine Spiegeltechnik benutzt. Das Bild wird aufgespreizt und von innen mit 180 Grad Sicht an einen Dom in der Hubschraubernase wiedergegeben. Dies war bislang den professionellen Ausbildungsgeräten vorbehalten. Aus diesem Grund hat der Simulator auch die Form und Größe einer EC 135. In Berlin wird demgegenüber ein Simulatorflug in einem Bölkow Bo 105 angeboten.
Die Angebote dieser Simulationsanbieter sind häufig breit gefächert und richten sich an Einzelpersonen, Gruppen und Firmen. Wobei man Flüge als eigenständiger Pilot oder eine komplette mehrstündige Veranstaltung durchführen kann. Vorwissen wird dabei meistens nicht vorausgesetzt, da ein qualifizierter Fluglehrer den Flug begleitet und bei Bedarf Unterstützung leisten kann. Piloten oder Pilotenanwärter können sich mit Hilfe dieser Geräte auf einen Einstellungstest vorbereiten.
Dabei kann man auch die Bedingungen des „realen“ Luftraums kennenlernen und in virtuellen Netzwerken (VATSIM und IVAO) fliegen.
Eine weitere Möglichkeit ist es, mittels dieser Simulatoren auch Seminare, teilweise in Kooperation mit Psychotherapeuten und langjährigen Piloten, zur Bewältigung von Flugangst (Aviophobie) anzubieten.

### Full Motion Flugsimulatoren
Einige Anbieter von Flugsimulatoren für Unterhaltungszwecke schließen neuerdings mit verschiedenen Bewegungssystemen die Lücke zu professionellen Flugsimulatoren. Ein neues System ist dabei ein umgebautes Cockpit eines Airbus A320 in Berlin am Terminal 5 des Flughafens Berlin Brandenburg, das voll beweglich gelagert und damit in der Lage ist, die Bewegungen des simulierten Flugzeugs sehr exakt nachzubilden.

### Flugsimulatoren als Fahrgeschäft
Anfang der 1990er Jahre kamen auf Kirchweihen und in Freizeitparks Fahrgeschäfte in Mode, die auf Flugsimulator-Technik basieren (sog. Venturer). Die Hydraulik-Steuerung wird dabei von professionellen Simulator-Piloten übernommen, und auf dem Bildschirm werden actionreiche Computeranimationen und real gedrehte Filme gezeigt. Heute sind allein für Vergnügungszwecke errichtete Vollbewegungsflugsimulatoren allerdings selten.

### Computerprogramme

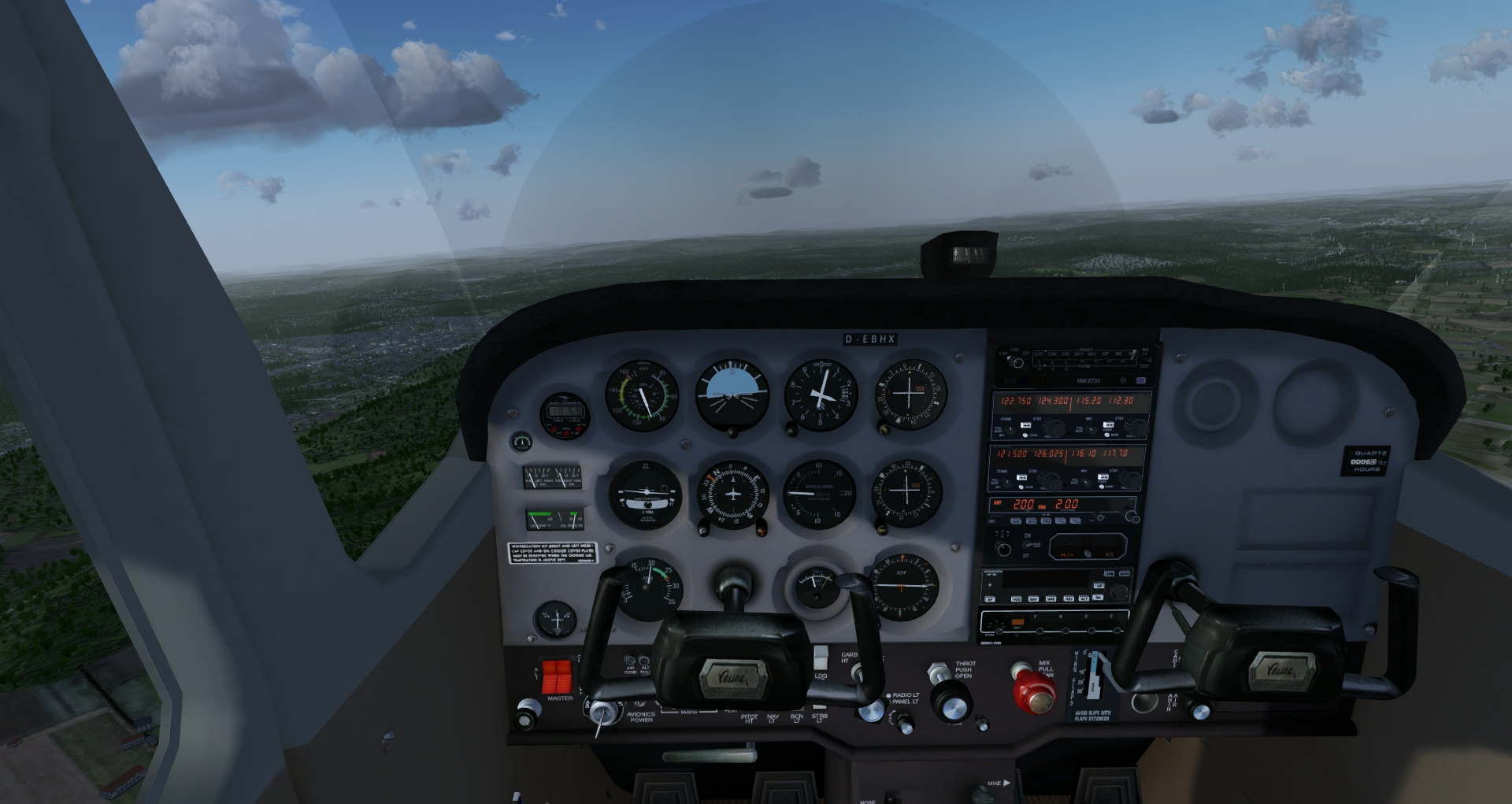
Cockpit aus Flight Gear

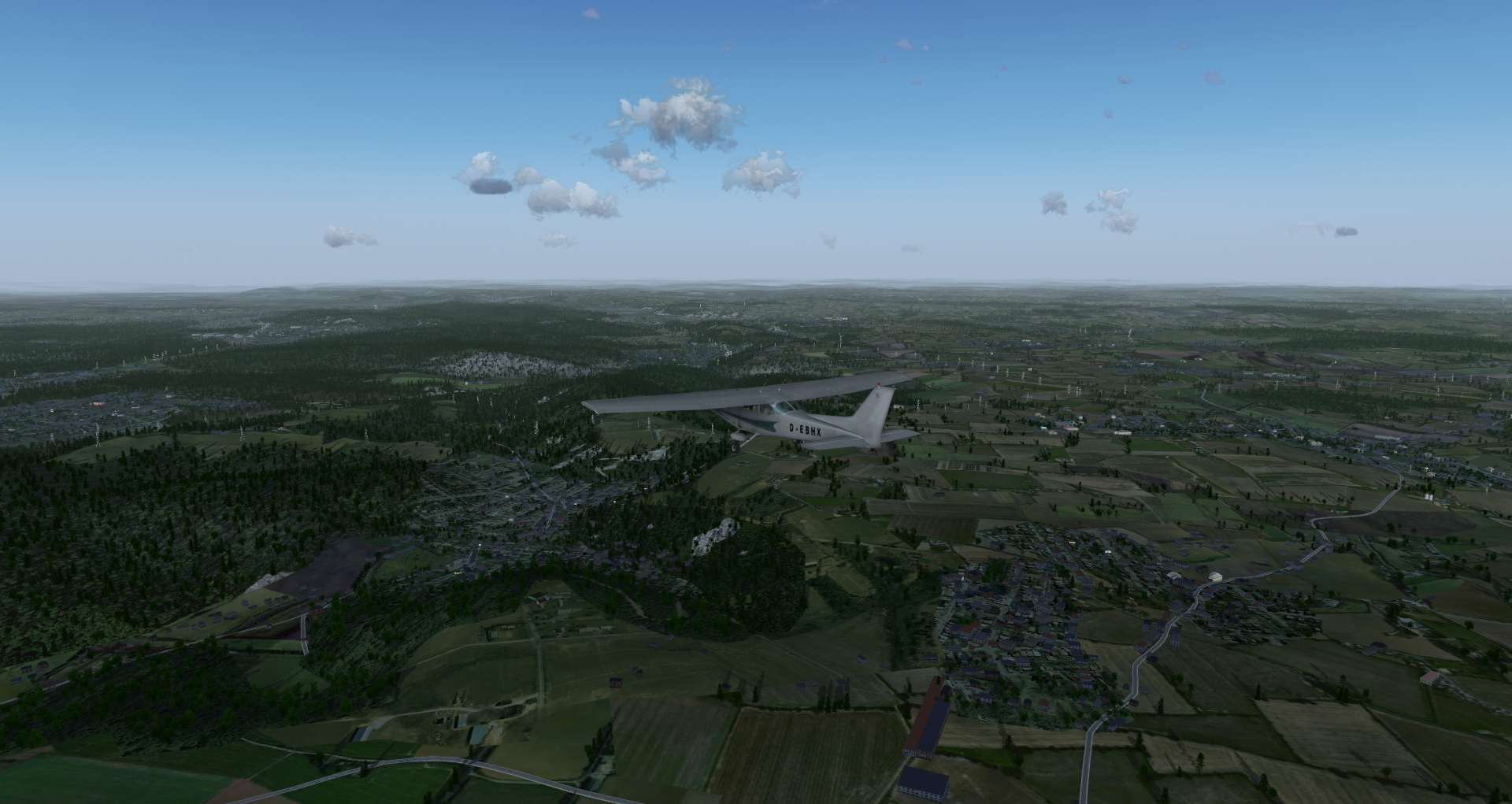
Landschaftsdarstellung bei Flight Gear

Mit Einführung der Heimcomputer stand Privatleuten erstmals genug Rechenleistung zur Verfügung, um eine in Grenzen realistische Flugsimulation zu erlauben. Die ersten Flugsimulatoren konzentrierten sich mangels Grafikfähigkeiten ähnlich wie der Link-Trainer auf den Instrumentenflug und beschränkten die Grafik typischerweise auf eine Horizontlinie.
Der für den Apple II entwickelte Flight Simulator von Sublogic war eine der ersten Heimcomputer-Flugsimulatoren mit Grafikfähigkeiten, die eine Simulation des Sichtfluges ermöglichten. In den frühen 1980ern wurde er auf viele Heimcomputer sowie auf den Personal Computer (PC) portiert, später von Microsoft aufgekauft und ab 1982 unter dem Namen Microsoft Flight Simulator weiterentwickelt. Neben dem FS erschienen zunächst nur wenige weitere zivile Simulationen, so etwa A320-fs oder Sierras Pro Pilot-Reihe.
1984 brachte die deutsche Firma Otto Fahsig EDV unter der Bezeichnung LAS (Light Aircraft Simulator) einen Instrumentenflugtrainer für Commodore 64 heraus, der unter Privatpiloten weite Verbreitung fand. 1990 erschien die erste PC-Version. Das Programm wurde stetig weiterentwickelt und zielt bis heute vorrangig auf den Einsatz als Lehrmittel an Flugschulen sowie als individuelles Trainingsgerät für Instrumentenflug mit Flugzeugen der Allgemeinen Luftfahrt.
Eine der ersten militärischen Flugsimulationen auf dem PC, die viele-gegen-viele-Luftkämpfe erlaubte, war Their Finest Hour von LucasFilm Games, das die Einschränkungen der Rechenleistung durch die Darstellung aller Flugzeuge als Bitmaps überwand. Red Baron von Dynamix, eine Simulation von Jagdflugzeugen des Ersten Weltkrieges, war die erste Simulation, die auch alle anderen Flugzeuge in fließend dargestellter Vektorgrafik auf den Bildschirm brachte.
Das im Jahr 1986 erschienene Gunship von MicroProse, eine Simulation des Kampfhubschraubers AH-64 Apache, war eine der ersten Hubschraubersimulationen mit realistischem Flugmodell.
Air Warrior von Kesmai, eine Simulation von Flugzeugen des Zweiten Weltkrieges, war die erste Online-Flugsimulation und eines der ersten Online-Action-Spiele. Alle Flugzeuge in der Air Warrior Online-Arena wurden von menschlichen Spielern gesteuert, es gab mit wenigen Ausnahmen keine computergesteuerten Gegner. Air Warrior hat das Genre der Online-Flugsimulationen bis heute geprägt. 
Die von 1995 bis 1999 entwickelte Serie Flight Unlimited (FU) von Looking Glass, eine Simulation moderner Kunstflugzeuge, war die erste PC-Flugsimulation, deren flugmechanisches Modell auf Verfahren der numerischen Strömungsmechanik (CFD) basierte. Damit ist eine wesentlich realistischere Simulation von Flugzuständen mit hohen Schiebewinkeln oder bei asymmetrischem Strömungsabriss möglich.
Der Name „Flight Unlimited“ bezieht sich auf die „Unlimited Category“, d. h. die höchste von fünf Schwierigkeitsstufen bei Kunstflugmeisterschaften.
Obwohl die beiden Nachfolgeversionen (FU II und FU III) keine Kunstflugzeuge, sondern Flugzeuge der Allgemeinen Luftfahrt simulierten, blieb es bei der Bezeichnung Flight Unlimited. Diese Versionen verfügten über ein weniger komplexes flugmechanisches Modell ohne CFD. Dafür setzten diese Titel neue Maßstäbe durch die Verwendung großflächiger Photoszenerie mit realistischem Geländeprofil. Die ebenfalls neu eingeführte Flugsicherungssimulation erlaubte wirklichkeitsnahe Flüge unter Sicht- oder Instrumentenflugbedingungen.
Die Serie X-Plane von Austin Meyer, eine seit 1995 in regelmäßigen Abständen weiterentwickelte Simulation der zivilen Luftfahrt, zeichnet sich dadurch aus, dass die Flugeigenschaften der simulierten Flugzeuge in Echtzeit aus ihren physikalischen Eigenschaften wie Masse, Form, Profil und Schub errechnet werden. Damit ist es möglich, auch Flugzeugtypen zu simulieren, von denen keine präzisen Leistungsdaten bekannt sind oder die nie gebaut worden sind. X-Plane wird von Privatpersonen und kleineren Luftfahrtfirmen teils sogar zur Simulation von sich in der Entwicklung befindlichen Flugzeugprojekten verwendet. Ähnlich wie der Microsoft Flugsimulator deckt auch X-Plane weite Bereiche der zivilen Luftfahrt ab.
FlightGear (seit 1997 veröffentlicht und seitdem weiterentwickelt) ist der bekannteste freie Open-Source-Flugsimulator und steht unter der GNU General Public Licence.
Von der erstmals im Jahr 2008 veröffentlichten Free-to-play-Militär-Flugsimulation Digital Combat Simulator (DCS), erschienen wie bei vorherig aufgeführten Flugsimulationen mehrere Updates und Erweiterungen. DCS wird auch von manchen Luftstreitkräften (bekannt sind US Air Force und Armée de l'air) zur technischen und taktischen Übung genutzt. DCS, das von dem ursprünglich russischen Spielehersteller Eagle Dynamics entwickelt wird, zeichnete sich in seinen Anfängen durch die Zusammenarbeit mit dem Hubschrauber-Hersteller Kamow aus und war anfänglich nur eine Simulation des Kampfhubschraubers Kamow Ka-50.
Zur Simulation des Luftraums und der gemeinsamen Nutzung (mittels virtueller Fluglotsen) haben sich drei Non-Profit-Organisationen gebildet, die entsprechende Programme entwickelt haben und die nötige Serverinfrastruktur für eine Online-Flugsimulation betreiben.

### Technik
Eingabegeräte für Flugsimulationen zu Unterhaltungszwecken, die meist am heimischen Rechner betrieben werden, ist an allererster Stelle der Steuerknüppel oder das Steuerhorn. Darüber hinaus gibt es neben Seitenruder-Pedalen auch Schubhebel (Gashebel), Radio- und Navigation-Einheiten (Radio-Stacks), um die Frequenzen schneller und realitätsnaher einstellen zu können. Auch Bedienungseinheiten für den Autopiloten und professionell gestaltete Schubeinheiten (4 Gashebel mit Schubumkehr) mit Trimmrad, Landeklappenhebel und Fahrwerkshebel (also die komplette Mittelkonsole) werden auf dem Markt angeboten. Beliebt sind auch Überkopfpaneele (komplett oder ausbaubar in einzelnen Modulen). Die Übergänge zum Heim-Flugkanzelbau sind fließend.
Flugkanzel-Simulatoren für Simulationen zu Unterhaltungszwecken verbessern das Simulationserlebnis und erhöhen ähnlich wie bei Simulationen zu Ausbildungszwecken den Realismus bei der Bedienung des simulierten Flugzeuges. Anders als die Standard-Bedienelemente sind Heimflugkanzeln bisher nicht kommerziell erhältlich, sondern werden von engagierten Bastlern für die eigene Verwendung gebaut. Wie im professionellen Bereich, können Heimflugkanzeln typneutral sein oder bestimmten Flugzeugtypen so genau wie möglich nachgebildet werden.
Die Anzeige erfolgt oft auf mehreren Monitoren (über mehrere Grafikkarten; bzw. ein „Kästchen“, das einen Monitorausgang auf drei Monitore verteilt – TripleHead2Go; auch mehrere Rechner werden zur Darstellung auf mehreren Monitoren verwendet – das Programm „WideView“ ermöglicht die Darstellung). Noch nicht so weit verbreitet ist der Einsatz von Projektoren.

### Vernetzung
Um den Grad der Realitätsnähe zu erhöhen, wurden weltweit zwei große Netzwerke gegründet (VATSIM und IVAO), bei denen Flugsimulation und die Simulation von Luftverkehrskontrolle gemeinsam betrieben wird. Es wird dabei nach realen Navigationsdaten mit realem Wetter und realen Flugrouten folgend geflogen.
Militärische Luftfahrsimulationen gehörten zu den Pionieren der Echtzeit-Multiplayer-Internet-Spiele. Air Warrior begründete dieses Genre und definierte bis heute verwendete Spielstrukturen.

## Segelflugsimulatoren
Für die Segelfliegerei gibt es eigene Flugsimulatoren, die zur Ausbildung, zur Nachwuchswerbung und auch zur Unterhaltung genutzt werden.

## Flugsimulationen für Modellflug

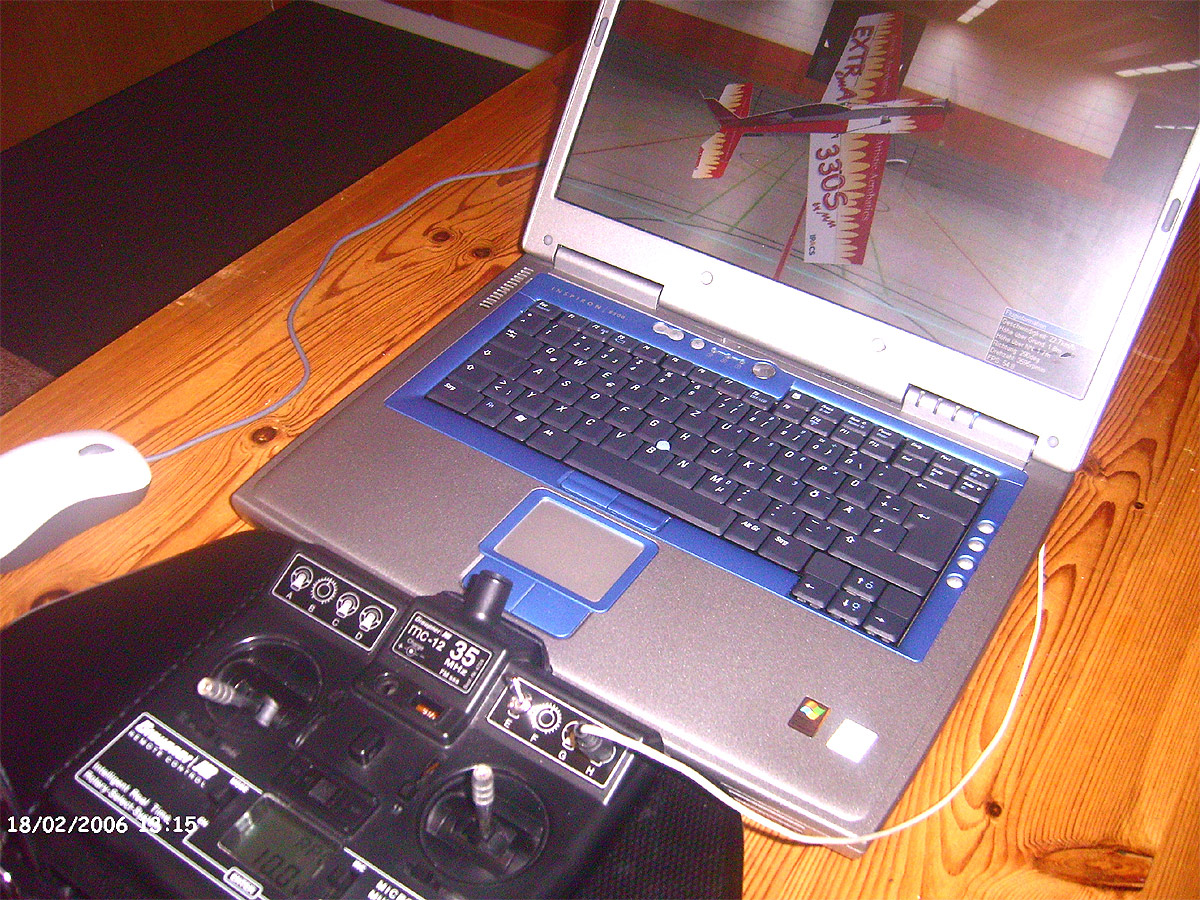
Hallenflugtraining im Modellflug-Simulator

Eine besondere Stellung nehmen Flugsimulationen für Modellfluggeräte ein. Sie bieten meist zahlreiche Programmfunktionen und ermöglichen vom Benutzer definierte Modelle zu simulieren. Die höherwertigen Produkte, an die unter anderem der Sender der Funkfernsteuerung als Eingabegerät angeschlossen werden kann, sind geeignet, risikolos Flugmanöver mit Modellflugzeugen oder Modellhubschraubern zu üben. Sie vereinfachen damit das Erlernen der Flugsteuerung. Verbreitete kommerzielle Produkte sind etwa Reflex XTR, Aerofly5, Phoenix R/C oder Realflight, Freeware-Produkte z. B. FMS, HeliSimRC oder Heli-X.
aerofly5 von IKARUS ist z. B. ein Modellflug-Simulator, der über eine sehr leistungsfähige Engine verfügt, da diese nicht nur alle physikalischen Parameter wie Masse, Geschwindigkeit, Aerodynamik, Profil und Schub des gesamten Modells berücksichtigt, sondern jede Baugruppe eines Flugzeugs für sich einzeln betrachtet. Die Interaktion der Baugruppen untereinander führt zu einer sehr realistischen Flugsimulation. Mit dem Update 5.7 erreichte der Simulator Ende 2011 einen Umfang von über 150 Modellen und 50 Szenarien.

## Simulation und Wirklichkeit
Anders als Benutzer von professionellen Simulationen sind solche von Flugsimulationen für Unterhaltungszwecke meist nur an einer vordergründigen Wirklichkeitstreue der Simulationsprogramme interessiert. Während es für echte Flugzeugbesatzungen wichtig ist, sich die Unterschiede zwischen Simulation und Wirklichkeit bewusst zu machen, ist die Illusion größter Wirklichkeitstreue für Computerspieler oft ein wesentlicher Teil des Simulationserlebnisses.